# Manoir de la Fontaine
Le manoir de la Fontaine est un édifice datant du XVIe siècle situé à Verson, en France.

## Localisation
Le manoir est situé dans le département français du Calvados, à Verson, à 100 mètres au nord-ouest de l'église Saint-Germain.

## Historique
Construit à la fin datant du XVIe, le manoir sera habité par la famille Bourdon puis au début du XXe habité par M. Postel.

## Architecture

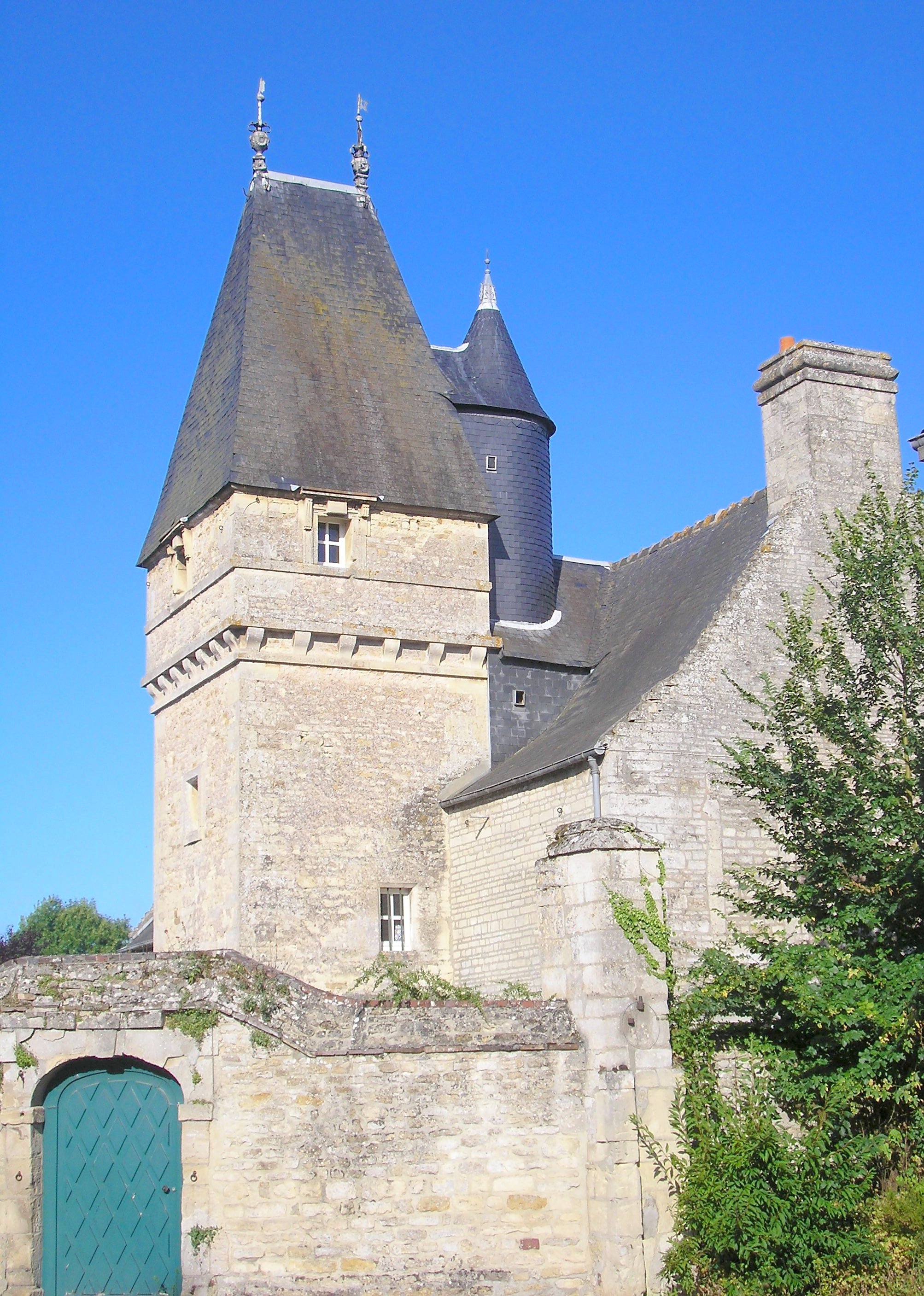
La tour.

Le manoir est inscrit au titre des Monuments historiques depuis le 13 avril 1933.